# Storsvindlarna
Storsvindlarna (engelska: The Fortune Cookie) är en amerikansk komedifilm från 1966 i regi av Billy Wilder. Wilder skrev även manus tillsammans med I.A.L. Diamond. I huvudrollerna ses Jack Lemmon och Walter Matthau, i deras första filmsamarbete. Matthau vann en Oscar för bästa manliga biroll, filmen blev också hans genombrott. Filmen var nominerad i ytterligare tre kategorier. Den hade svensk premiär den 24 april 1967. 

## Rollista i urval
- Jack Lemmon – Harry Hinkle
- Walter Matthau – William H. "Whiplash Willie" Gingrich
- Ron Rich – Luther "Boom Boom" Jackson
- Judi West – Sandy Hinkle
- Cliff Osmond – Chester Purkey
- Lurene Tuttle – Hinkles mor
- Harry Holcombe – O'Brien
- Les Tremayne – Thompson
- Lauren Gilbert – Kincaid
- Marge Redmond – Charlotte Gingrich
- Noam Pitlik – Max
- Keith Jackson – sportankare på TV
- Harry Davis – doktor Krugman
- Ann Shoemaker – syster Veronica
- Maryesther Denver – sjuksyster
- Ned Glass – Doc Schindler
- Sig Ruman – Professor Winterhalter
- Archie Moore – Mr. Jackson
- Howard McNear – Mr. Cimoli
- William Christopher – intern

## Mottagande
| ”                                               | /.../ När var Billy Wilder lika triumferande elak sist? Kanske i Some Like It Hot? Han blir sentimental på slutet, då rättvisa ska skipas och han dessutom vill göra ett varmhjärtat inlägg i rasfrågan. Man kan också anmärka på att filmen håller på för länge. Men för övrigt : vilken storartad underhållning! Vilken rapp dialog och så många välturnerade skämt! Till på köpet har man nöjet att välkomna Walter Matthau i storstjärnornas krets. /.../ Tillsammans med sin högt förtjänta medarbetare I. A. L. Diamond har Wilder tänkt ut en osannolik och förfärligt rolig historia om försäkringsskoj. /.../ | „ |
| – Barbro Hähnel i Dagens Nyheter, 25 april 1967 | |   |